# Elusa alector
Elusa alector là một loài bướm đêm trong họ Noctuidae.